# Ace (tênis)
No tênis, um ace é um saque legal que não é tocado pelo recebedor, ganhando o ponto. No tênis profissional, os aces são geralmente vistos no primeiro saque de um jogador, onde o sacador pode golpear a bola com força máxima e ter mais chances com o posicionamento da bola, como os cantos mais distantes da caixa de saque. De acordo com o Hall da Fama do Tênis Internacional, este termo foi cunhado pela jornalista esportiva Allison Danzig.